# Ораниенбургер-штрассе

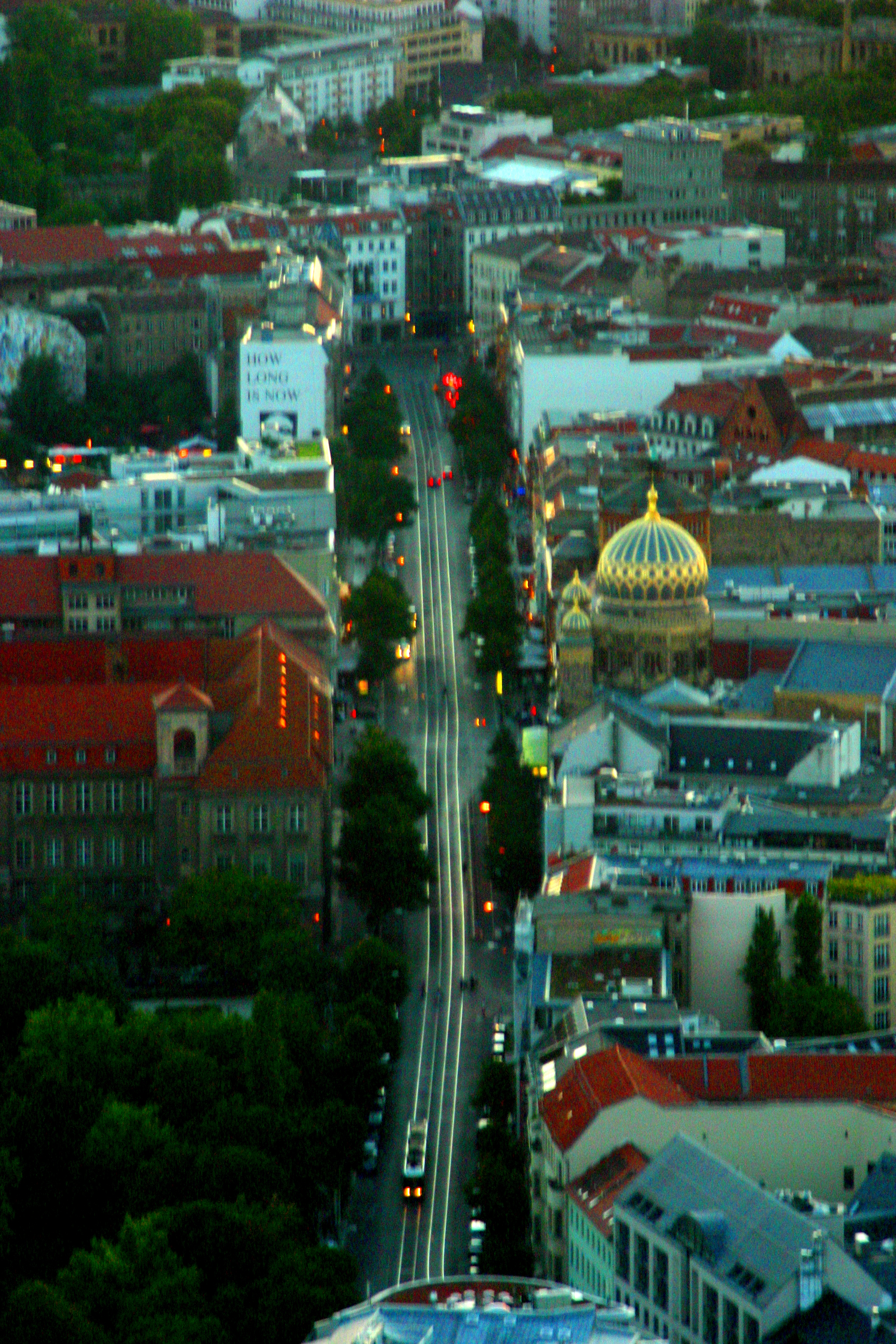
Вид на Ораниенбургер-штрассе с Берлинской телебашни

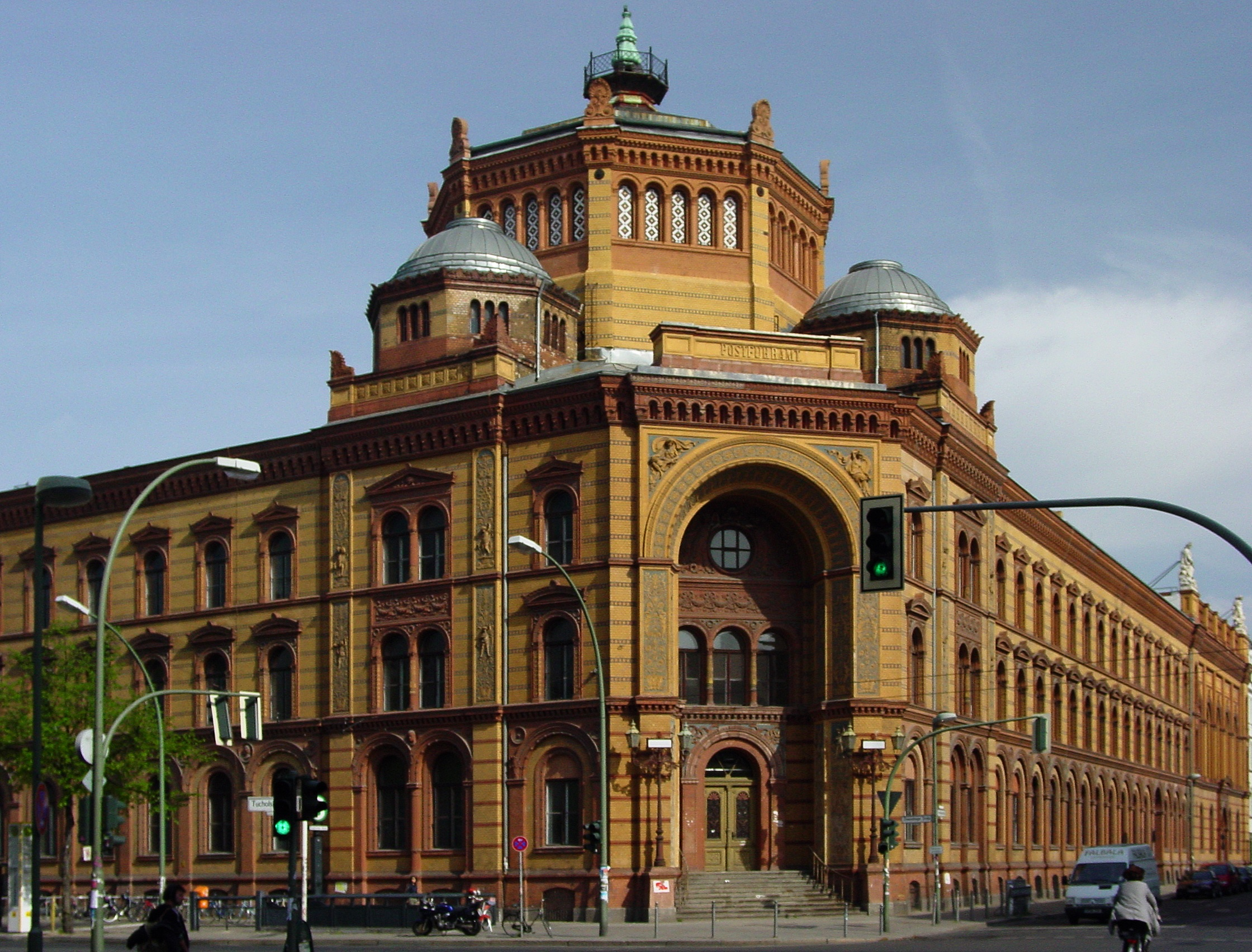
Постфурамт

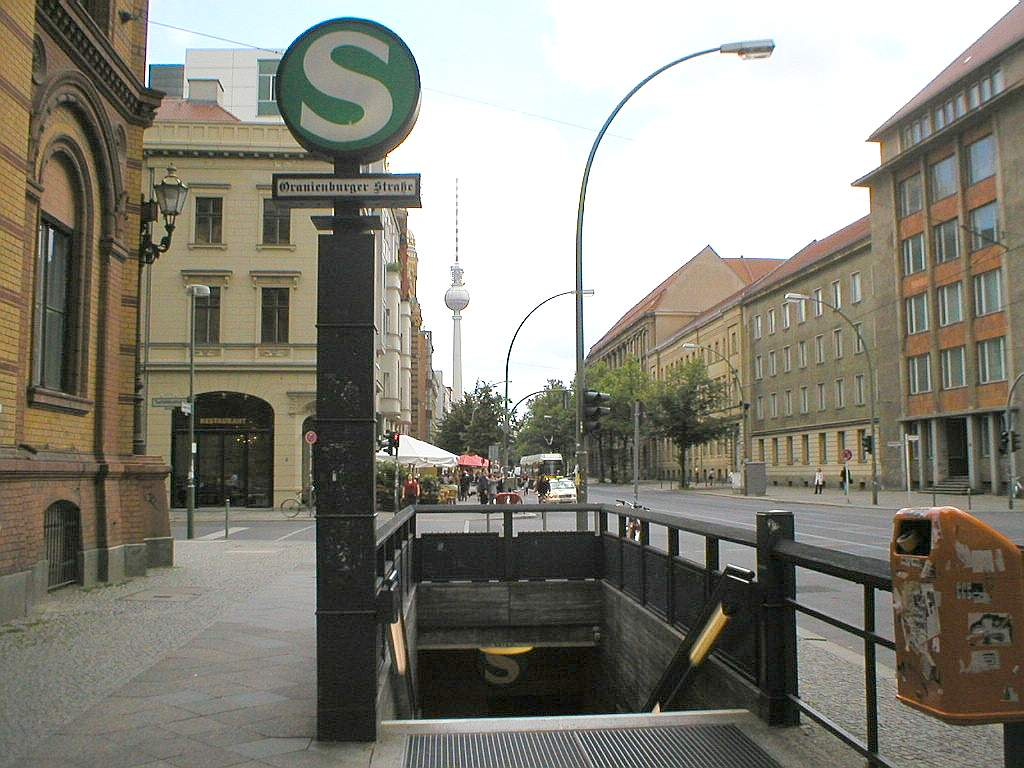
Вход на станцию Берлинской городской электрички «Ораниенбургер-Штрассе»

Ора́ниенбургер-штра́ссе (нем. Oranienburger Straße — букв. «Ораниенбургская улица») — улица в берлинском районе Митте, в историческом Шпандауском предместье, соединяющая площадь Хаккешер-Маркт с северной оконечностью улицы Фридрихштрассе. Названа в честь города Ораниенбург в Бранденбурге. Ораниенбургер-штрассе богата туристическими достопримечательностями, популярна благодаря находящимся на ней барам, ресторанам и кафе, а также местному кварталу красных фонарей.
Ораниенбургер-штрассе проложена от Хаккешер-Маркт прямо в северо-западном направлении и переходит во Фридрихштрассе в 50 м к югу от бывших Ораниенбургских ворот. Под перекрёстком Ораниенбургер-штрассе и Тухольскиштрассе находится одноимённая станция Берлинской городской электрички, открывшаяся 28 мая 1936 года в составе проложенного «Тоннеля север — юг». С 13 августа 1961 года по 2 июля 1990 года станция была закрыта. Поезда западно-берлинской городской электрички проходили станцию без остановки.

## История
Улица существовала с XIII века, сначала под названием «Шпандауская военная дорога», и соединяла Шпандауские ворота Берлинской городской стены со Шпандау. Ещё в XVII веке окружающую территорию занимала пашня, курфюршеский хутор и амбары. Курфюрстина София Шарлотта Ганноверская раздарила эти угодья, и уже в конце XVIII века территория постепенно застраивалась. В 1793—1706 годах на Шпандауской военной дороге был возведён дворец Монбижу.
После сноса берлинской крепости перед несколько перенесёнными на север Шпандаускими воротами появился Хакский рынок. С возведением Берлинской таможенной стены прижилось название улицы в честь Ораниенбурга, которое было узаконено официально 26 июня 1824 года. Началось обустройство внутригородской улицы. Крупная буржуазия, многочисленные конторы предприятий, общественные учреждения, торговые дома и не в последнюю очередь берлинские евреи наложили отпечаток на облик этой деловой улицы.
24 января 1933 года, спустя неделю после назначения Адольфа Гитлера рейхсканцлером, в доме 31 по Ораниенбургер-штрассе был организован еврейский музей. Но уже вскоре здание было передано в собственность прусского государства, которое передало его союзу студентов . В здании разместилось общежитие для студентов.
10 мая 1933 года перед зданием собрались студенты в форме штурмовых отрядов и сторонники НСДАП, чтобы на предоставленном грузовике отправиться сжигать книги на Оперной площади. В Хрустальную ночь 9 ноября 1938 года загорелась Новая синагога на Ораниенбургер-штрассе, пожар удалось затушить благодаря вмешательству начальника отделения полиции Вильгельма Крюцфельда. В ходе союзнических бомбардировок Берлина в 1943—1944 годах синагога, дворец Монбижу, Постфурамт и здание масонской ложи на Ораниенбургер-штрассе 71/72 получили серьёзные повреждения.
Во времена ГДР многие здания на Ораниенбургер-штрассе восстанавливались только по острой необходимости или сносились. Руины дворца Монбижу были взорваны и снесены в 1960 году. В 1972 году было снесёно относительно мало разрушенное здание лютеранской семинарии на углу с Краусникштрассе, построенное по проекту Фридриха Августа Штюлера, освободившийся земельный участок был присоединён к скверу. На Ораниенбургер-штрассе в ГДР размещались три известных издательства, в том числе Henschel-Verlag. Большой популярностью пользовались студенческое кафе «116» и ресторан «Подвал Эстерхази».
Несмотря на близость к фешенебельной Фридрихштрассе Ораниенбургер-штрассе и после объединения Германии не удалось полностью залечить раны, оставленные войной и послевоенным запустением. Некоторые старинные здания были восстановлены в исторической форме в начале 1990-х годов. Новый импульс улице придали также центр иудаистики при Новой синагоге и появление многочисленных деятелей искусства, в том числе, в «Тахелесе».

## Достопримечательности
Рядом с площадью Хаккешер-Маркт на месте снесённого дворца разбит парк Монбижу площадью приблизительно в три гектара. На территории работают несколько предприятий общественного питания, мастерские Берлинской высшей художественной школы в Вайсензее, многочисленные спортивные площадки и детский бассейн. Последняя реконструкция парка производилась в 2006—2007 годах.
В средней части улицы находится Новая синагога с примечательным позолоченным куполом, одна из крупнейших в городе. Строилась в 1859—1866 годах по проекту архитектора Эдуарда Кноблауха, вынужденного оставить работу по болезни, и была закончена Фридрихом Августом Штюлером, став главной синагогой еврейской общины Берлина.
На углу с Тухольскиштрассе находится Постфурамт — здание из красного кирпича с куполом 1875—1881 годов постройки, в котором в кайзеровской Германии находились и сам почтамт, и конюшни почтовых перевозчиков. На фасаде здания увековечены в портретах 26 видных деятелей почтового дела. Постфурамт использовался по назначению до 1973 года, до 1990 года в нём размещались отделы «Почты ГДР», позднее предприятия общественного питания и фотовыставки. Здание является памятником архитектуры, существовали планы его реконструкции под отель. Сменив нескольких собственников, в настоящее время Постфурамт принадлежит медицинской компании Biotronik и используется как учебный центр.
Недалеко от слияния Ораниенбургер-штрассе с Фридрихштрассе находятся руины построенного в 1907—1909 годах «Пассажа Фридрихштрассе». В 1980-х годах власти Восточного Берлина приступили к сносу комплекса. После революционных событий в феврале 1990 года руины оккупировали полсотни художников, тем самым отстояв их от сноса. Образованный здесь центр альтернативной культуры, включающий художественные мастерские, дискотеки, кафе и кинотеатр с двумя залами, получил название «Тахелес». После многочисленных дебатов «Тахелес» закрылся в 2012 году, а в 2014 году перешёл в собственность американского инвестора.